# Prigonrieux
Prigonrieux is een gemeente in het Franse departement Dordogne (regio Nouvelle-Aquitaine). De plaats maakt deel uit van het arrondissement Bergerac. Prigonrieux telde op 1 januari 2022 4.362 inwoners.

## Geografie
De oppervlakte van Prigonrieux bedraagt 26,12 km², de bevolkingsdichtheid is 159 inwoners per km² (per 1 januari 2019).
De onderstaande kaart toont de ligging van Le Pizou met de belangrijkste infrastructuur en aangrenzende gemeenten.

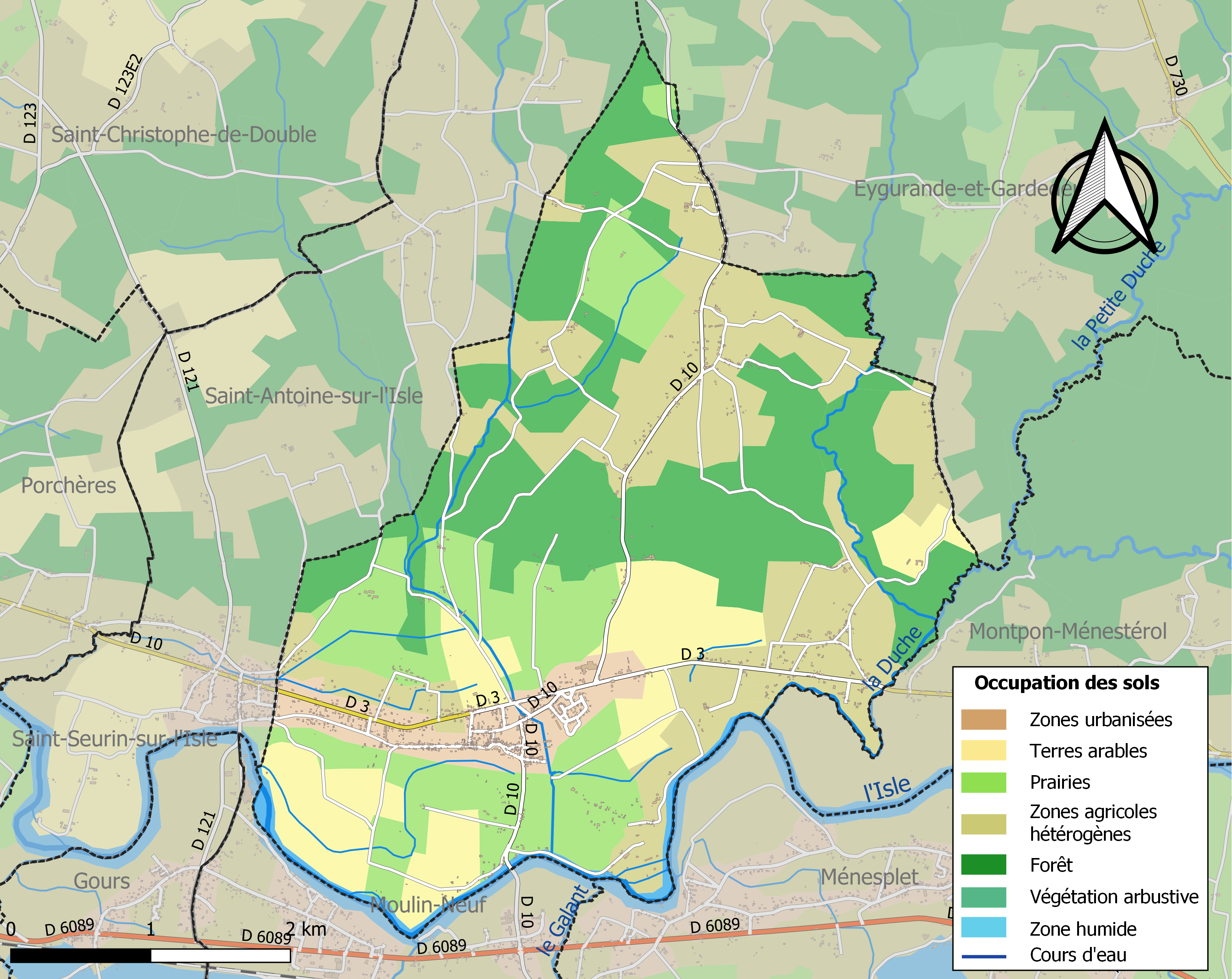

## Demografie
Onderstaande figuur toont het verloop van het inwonertal (bron: INSEE-tellingen).